# 阿氏液
阿氏液（Alsever's Solution）是一种红细胞保存液，含有抗凝剂柠檬酸纳和细胞需要的养分葡萄糖。

## 配制方法
阿氏液配方如下：
- 葡萄糖   2.05克
- 柠檬酸钠 0.8克
- 柠檬酸   0.055克
- 氯化钠   0.42克

加蒸馏水至100毫升，加热溶解后将pH值调到6.1，经过69千帕，15分钟的高压灭菌，放置在4℃的环境内，保存备用。

## 用途
阿氏液主要用于保存红细胞，在4℃的环境下，红细胞可以保存2周而不改变活性和特性。因此阿氏液用于采血、保存和运送红细胞进行化验。